# Kwadraat-Bladen
Die Kwadraat-Bladen (engl. Quadrat-Prints, franz. Feuilles-Cadrat, dt. Quadrat-Blätter) waren eine Serie von künstlerischen Experimenten in gedruckter Form, die auf dem Gebiet der grafischen Gestaltung, der bildenden Kunst, Literatur, Architektur und Musik von 1955 bis 1974 in unregelmäßigen Abständen erschienen. Das einzige gemeinsame Merkmal aller 35 Ausgaben war das Format 25 × 25 cm. Die Kwadraat-Bladen waren nicht käuflich zu erwerben und wurden Freunden des Hauses Steendrukkerij De Jong & Co. geschenkt.

## Geschichte

### Pieter Brattinga
Der Mann hinter den Kwadraat-Bladen war der niederländische Grafikdesigner und Druckereileiter Pieter Brattinga (1931–2004). Von 1951 bis 1974 leitete er die Steendrukkerij De Jong & Co. in Hilversum. Brattingas Großvater, der ebenfalls Pieter hieß, gründete die Druckerei 1911 unter dem Namen Steendrukkerij Amsterdam voorheen de Jong & Co. Sein Vater, auch er hieß Pieter, übernahm die Druckerei und übergab sie 1951 an seinen Sohn.

### Steendrukkerij De Jong & Co
Die Steendrukkerij De Jong & Co. war auf den Druck von Plakaten und Kalendern spezialisiert, die damals in der Regel von Künstlern entworfen und von professionellen Lithografen auf Lithografiesteine übertragen wurden. In den späten 1920er Jahren wechselte das Unternehmen zum schnelleren und preiswerteren Offsetdruck und druckte auch Offset-Lithografien.
Das Familienunternehmen druckte nun Plakate, aber auch Kinderbücher und Buchumschläge für Verlage und Verpackungsmaterial. All diese Kunden legten großen Wert auf die Druckqualität ihrer Produkte. Brattinga knüpfte Kontakte zu seinen Kunden, Künstlern und Grafikdesignern, um Aufträge zu erhalten und so die Tradition des Unternehmens fortzusetzen. Er kam in Kontakt mit einflussreichen Gestaltern wie Piet Zwart, Jan Bons, Otto Treumann und Willem Sandberg, die alle einen großen Einfluss auf den jungen Pieter Brattinga ausübten und ihn anregten, seine Vorstellungen von der Rolle der grafischen Industrie umzusetzen. Brattinga wurde zum Vermittler zwischen dem Gestalter und dem Drucker. Er sorgte dafür, dass die Gestalter aktiv an der Umsetzung ihrer Entwürfe beteiligt wurden, und bemühte sich, die Drucker von ihren Ideen zu überzeugen. Die Drucker wiederum erklärten den Gestaltern, was technisch machbar war und was nicht. Brattinga machte die Druckerei zu einem Forum, in dem sich Kunden, Gestalter und Drucker trafen, sich gegenseitig inspirierten und darüber diskutierten, wie sich die verschiedenen Wünsche verwirklichen ließen.

### Die ersten Ausgaben
Ab 1954 organisierte Brattinga Ausstellungen in der Druckerei-Kantine, um seine Mitarbeiter mit den neuesten Entwicklungen im Bereich der bildenden Kunst vertraut zu machen. Die zunächst nur für Mitarbeiter gedachten Ausstellungen wurden jedoch rasch für alle Interessierte geöffnet. 1955 erschienen die ersten drei Ausgaben mit Offset-Lithografien (Schwarz-Weiß und Farbe) der bildenden Künstler Cor Klaasen, Jan Sleper und Mart Kempers. Ab Ausgabe acht benannte Brattinga seine künstlerischen Experimente im Impressum viersprachig mit: Kwadraat-Blad, Quadrat-Print, Feuille-Quadrat (Feuille-Cadrat) und Quadrat-Blatt.

## Redaktion, Vertrieb und Auflage
Pieter Brattinga war für Redaktion und Herausgabe der Kwadraat-Bladen verantwortlich. Er legte die Themen fest, wählte die Gestalter und Typografen aus – oder gestaltete selbst – und kümmerte sich um die hohe Qualität in der Umsetzung. Die Auswahl der Themen zeigt sein breites Interesse an Grafikdesign, bildender Kunst, Literatur, Architektur, Fotografie und Musik. Die Kwadraat-Bladen wurden kostenlos an Kunden und Freunde der Steendrukkerij in der ganzen Welt verteilt. Die Auflage betrug anfangs 2.000 Exemplare, später wurde sie auf 3.000 erhöht. Die Mitarbeit an einem Kwadraat-Blad wurde nicht bezahlt, sondern mit Freiexemplaren der Ausgabe honoriert.

## 35 Ausgaben Kwadraat-Bladen 1955 bis 1974
Nicht alle Kwadraat-Bladen tragen einen eindeutigen Titel. Für die folgende Liste wurde die englische Benennung von Adrian Shaughnessy und Dingenus van de Vrie aus dem Buch „Kwadraat-Bladen“ (Unit Editions, London 2012) übernommen.
- 1. City on Stone. Illustration: Cor Klaasen, Faltblatt, 1955.
- 2. A Litho by Jan Sleper. Illustration: Jan Sleper, Faltblatt, 1955.
- 3. H Hour (fragment). Illustration: Mart Kempers, Gedicht: „Het Uur U“ von Martinus Nijhoff, Faltblatt, 1955.
- 4. Sonsbeek Pavilion. Text: Jan Elburg, Fotografie: Violette Cornelius, Gestaltung: Jurriaan Schrofer, Faltblatt, 1955.
- 5. I Write. Text: Gerrit Kouwenaar, Fotografie: Ed van der Elsken, Illustration: Lucie Kurpershoek-Visser, 6 Seiten, 1955.
- 6. Sculpted Litho. Illustration: Friso Henstra, 1956.
- 7. De klokken van Chagall. Les pendules de Chagall. The Clocks of Chagall. Chagall's Uhren. Text: Bernard Majorick (Godfried Bomans), Illustration: Marc Chagall, Gestaltung: Otto Treumann, 28 Seiten, 1956.
- 8. De zieke Leeuw en de vos. Der kranke Löwe und der Fuchs. The sick lion and the fox. Le Lion malade & le Renard. Illustration: Cees Timmer, Typografie: Alexander Verberne, 6 Seiten, 1957.
- 9. Buckminster Fuller. Zeichnungen, Fotografien, Text: R. Buckminster Fuller, Gestaltung: Otto Treumann, Mappe mit vier gefalteten Blättern, 1958.
- 10. nu. maintenant. now. jetzt. Illustration, Text, Gestaltung: Willem Sandberg, 40 Seiten, 1959.
- 11. 3 litho's – Mart Kempers. Illustration: Mart Kempers, Mappe mit drei Blättern, 1959.
- 12. Muziek en Techniek. Music and Technics. Music und Technik. Musique et Technique. Text: Ton de Leeuw, Gestaltung: Harry Sierman, 24 Seiten, 1960.
- 13. Schrijf-taal I. Written-Language. Langue Ecrite. Geschriebene Sprache. 18 Gedichte von 18 europäischen Dichtern von Hand geschrieben, Auswahl: Simon Vinkenoog, Gestaltung: Ton Raateland, 18 Faltblätter, 1961.
- 14. Genesis of a Composition. Malerei: Jan Bons, Text: Bernard Majorick, Gestaltung: Jan Bons, 1961.
- 15. Organics. Text: William Katavolos, Gestaltung: Peter Brattinga, 16 Seiten, 1961.
- 16. Een onleesbaar Kwadraat-Blad. An unreadable quadrat-print. Ein unlesbares Quadrat-Blatt. Une feuille cadrat illisible. Konzept und Gestaltung: Bruno Munari, 16 Seiten, 1964.
- 17. He That is of a Merry Heart Hath a Continual Feast. Konzept und Gestaltung: Gerard Wernars, 16 Seiten, 1961.
- 18. Dames en Heren! Ladies and gentlemen! Damen und Herren! Mesdames, Messieurs! Gestaltung: Gerard Wernars und H.P. Doebele, Text: Anne H. Mulder, 5 einzelne Blätter, 1961.
- 19. Rietveld, 1924. Schröder Huis. Zeichnungen und Text: Gerrit Rietveld, Fotografie und Gestaltung: Pieter Brattinga, 1963.
- 20. Schrijf-taal II. Written-Language. Langue Ecrite. Geschriebene Sprache. Auswahl: Simon Vinkenoog, Gestaltung: Ton Raateland, 8 gefaltete Blätter, 1963.
- 21. Daily Mirror. Gestaltung: Diter Rot, 60 Blätter, 1965.
- 22. de wonderlijke avonturen van philomene in tekeningen verteld door pim van boxsel. the marvelous adventures of philomene told in drawings by pim van boxsel. les aventures merveilleuses de philomène raconté en dessins par pim van boxsel. die wunderlichen abenteuer der philomene in zeichnungen erzählt von pim van boxsel. Illustration: Pim van Boxsel, Gestaltung: Pieter Brattinga, 72 Seiten, 1966.
- 23. New Alphabet. Text und Gestaltung: Wim Crouwel, 16 Seiten, 1967.
- 24. Een tegenvoorstel. A counter-proposal. Une contreproposition. Ein Gegenvorschlag. Text und Gestaltung: Gerard Unger, Faltblatt, 1967.
- 25. Extra zending Schrijftaal. Extra mailing Written language. Envoi spécial Langue écrite. Extra Sendung Geschriebene Sprache. Illustration: Henry Miller, Gestaltung: Pieter Brattinga, 3 Faltblätter, 1967.
- 26. nu. maintenant. now. jetzt 2. Illustration, Text, Gestaltung: Willem Sandberg, Übersetzung aus dem Französischen ins Deutsche von Ludwig Kunz, Übersetzungen ins Niederländische und Englische von Willem Sandberg, 180 Seiten, 1968.
- 27. Alphabet. Schriftentwurf: Timothy Epps und Christopher Evans, Gestaltung: John Stegmeyer, 12 Seiten, 1969.
- 28. Alphabet by Anthon Beeke. Konzept: Anthon Beeke, Fotografie: Geert Kooiman, Produktion: Anna Beeke, 30 Blätter, 1970.
- 29. 16 kubussen en een speelveld. 16 cubes and a playing board. 16 cubes et un terrain de jeux. 16 kuben und ein spielfeld. Konzept und Gestaltung: Wim Spreeuwers, Mappe mit 16 gestanzten Blättern und einem Faltblatt, 1970.
- 30. muziekpapier. musicpaper. papier a music. notenpapier. Konzept und Gestaltung: Paul van Reeuwijk, 1970.
- 31. Liber Amicorum: Steendrukkerij De Jong & Co 1911 – 1971. Gestaltung: Pieter Brattinga, 102 Seiten, 1971.
- 32. Cijfer. Figure. Chiffre. Ziffer. Sammlung und Gestaltung: Pieter Brattinga, Schachtel mit Kassenbons, 1971.
- 33. House. Idee: Les Levine, Gestaltung: Pieter Brattinga, 60 Seiten, 1971.
- 34. Schrijftaal III. Written-Language. Langue Ecrite. Geschriebene Sprache. Auswahl: Simon Vinkenoog, Gestaltung: Ton Raateland, 18 gefaltete Blätter, 1974.
- 35. Topografische analyse. Idee: Aloisio Magalhaes, Gestaltung: Pieter Brattinga, 52 Seiten, 1974.